# Vivid (國府田マリ子のアルバム)
『Vivid』（ヴィヴィッド）は、國府田マリ子の2枚目のアルバム。1995年9月5日、KONAMIより発売。

## 収録曲
1. My Love〜愛するというひそやかさ〜（overture）
作詞：戸沢暢美、作曲：川上明彦、編曲：佐藤準
2. いまある勇気
作詞：戸沢暢美、作曲・編曲：西脇辰弥
3. みみかきをしていると（album version）
作詞：戸沢暢美、作曲：亀井登志夫、編曲：西脇辰弥
4. 夏の果て
作詞：戸沢暢美、作曲・編曲：中崎英也
5. 長雨
作詞：戸沢暢美、作曲：松原みき、編曲：山内薫
6. 愛のCrazyエプロン
作詞：國府田マリ子・戸沢暢美、作曲・編曲：中崎英也
7. なで肩の長い夜
作詞：戸沢暢美、作曲：亀井登志夫、編曲：佐藤準
8. セロリのKISS ハッカの煙草
作詞：戸沢暢美、作曲：川上明彦、編曲：山内薫
9. ムーンライト美術館
作詞：戸沢暢美、作曲：川上明彦、編曲：佐藤準
10. 木もれ陽のイリュージョン
作詞：國府田マリ子、作曲：広谷順子、編曲：山内薫
11. ハートが天国
作詞：戸沢暢美、作曲：小室和幸、編曲：佐藤準
12. さよならを信じてる
作詞：國府田マリ子、作曲・編曲：西脇辰弥
13. My Love〜愛するというひそやかさ〜
作詞：戸沢暢美、作曲：川上明彦、編曲：佐藤準